# Акадски језик
Акадски језик је изумрли источносемитски језик који је говорен у древној Месопотамији (Акад, Асирија, Исин и Вавилонија). Користио се од 30. века пре нове ере све до 8. века п. н. е.
То је најраније коришћен семитски језик. Користио је клинасто писмо, које је првобитно коришћено за писање неповезаних, а такође и изумрлих, сумерских записа. Акадски језик је добио име по граду Акад, главном центру месопотамске цивилизације током Акадског царства (2334–2154. п. н. е.)Међусобни утицај између Сумера и Акађана навели су научнике да описују њихове језике као један. Акадијска имена су први пут потврђена у сумерским текстовима од средине 3. трећег миленијума п. н. е. Од друге половине трећег миленијума пре нове ере, текстови који су у потпуности написани у Акаду почињу да се појављују. До данас је ископано стотине хиљада текстова и фрагмената текста, покривајући широку текстуалну традицију митолошког наратива, правних текстова, научних радова, кореспонденције, политичких и војних догађаја и многе друге примере. До другог миленијума пре нове ере, две варијанте облика језика биле су у употреби у Асирији и Вавилонији, познате под именом Асир и Вавилон.
Акадски језик је вековима био матерњи језик у месопотамским народима, као што су Асир и Вавилонија. Због моћи различитих месопотамијских царства, као што су Акадско царство, Староасирско царство, Вавилонија и Средњоасирско царство, акадски језик је постао језик већине древног Блиског истока. Међутим, почео је да опада током Неоасирског царства. По хеленистичком периоду језик је био у великој мери ограничен на научнике и свештенике који раде у храмовима у Асирији и Вавилонији. Последњи познати акадски запис датира од првог века. Акадски је фузионални језик са граматичким случајем; и као и сви семитски језици, Акадски језик користи систем сагласнићких корена. Текстови Култепе, који су написани у старој асирској, укључују хетитске позајмљенице и имена, који чине најстарији запис било ког индоевропског језика.

## Класификација
Акадски језик припада осталим семитским језицима у блискоисточној грани афроазиатских језика, породице рођеног на Блиском истоку, Арабијског полуострва, делова Анадолије, северне Африке, Малте, Канарских Острва, а затим се ослања на рог Африке у 8. век п. н. е., који се касније ширио даље у делове западне Африке. Акадски и његов наследник арамејски, међутим, само су потврђени у Месопотамији и на Блиском истоку. У оквиру блискоисточних семитских језика акадски формира подгрупу источне Семитике.
Порекло акадске просторне претпоставке није познато.

## Писмо
Староакадски је очуван на глиненим таблицама из 2500. века п. н. е. Писано је коришћењем клинике, помоћу клинастих симбола притисканих у мокрој глини. У акадском писму практично је постало потпуно развијено слоговит писмо, а оригинална логографска природа клинике је постала секундарна, мада су и даље коришћени логограми честих речи као што су „бог“ и „храм“. Из тог разлога знак АН може с једне стране бити логограм ријечи илум („бог“), а са друге означава бога Ану или чак слог -ан-. Поред тога, овај знак се користи као детерминант за божанска имена.
Још једна посебност акадске клинике је да многи знаци немају добро дефинисану фонетску вредност. Одређени знаци, као што је АХ, не разликују различите квалитетне самогласнике. У другом правцу нема координације; на пример, слог -ша- је приказан знаком ША, али и знаком НИГ. Оба се често користе за исти слог у истом тексту.
Клиничка информација је била на многе начине неадекватна за Акађане: међу својим манама је била његова немогућност да представи важне фонеме на семитиском, укључујући глоталну станицу, фарингеале и емфатичне сагласне. Осим тога, клинопис је био системски систем писања – тј. сугласник плус самогласник садржао је једну писачку јединицу – често неодговарајућу за семитски језик састављен од трицонсонанталних корена.

## Дешифровање
Акадски језик је почео да се поново открива када је Карстен Ниебухр 1767. године успео да направи копије клинастих текстова и објавио их у Данској. Одмах је почело дешифровање текстова, а двојезичност, посебно стари персијско-акадски билингвали, била је од велике помоћи. Пошто су текстови садржавали неколико краљевских имена, изоловани знакови су се могли идентификовати, а 1802. године их је представио Георг Фридрих Гротефенд. До тада је већ било очигледно да је акадски језик семитски језик, а коначни пробој у дешифровању језика дошао је од Едварда Хинцкса, Хенрија Равлинсона и Јулеса Оперта средином 19. века. Оријентални институт Универзитета у Чикагу недавно је довршио речник акадског језика од 21 књиге, који је комерцијално и онлајн доступан.
| језик      | локација                       |
| ---------- | ------------------------------ |
| Асирски    | Северна Месопотамија           |
| Вавилонски | Централна и јужна Месопотамија |